# Wronki

Wronkis vapen.

Wronki (tyska Wronke, 1943–1945 Warthestadt) är en stad i Storpolens vojvodskap i västra Polen. Wronki hade 11 549 invånare år 2013.